# Tashkent Open 1997 - Qualificazioni doppio
Le qualificazioni del doppio  del Tashkent Open 1997 sono state un torneo di tennis preliminare per accedere alla fase finale della manifestazione. I vincitori dell'ultimo turno sono entrati di diritto nel tabellone principale. In caso di ritiro di uno o più giocatori aventi diritto a questi sono subentrati i lucky loser, ossia i giocatori che hanno perso nell'ultimo turno ma che avevano una classifica più alta rispetto agli altri partecipanti che avevano comunque perso nel turno finale.
Le qualificazioni del doppio del torneo Tashkent Open 1997 prevedevano 4 coppie partecipanti di cui una è entrata nel tabellone principale.

## Teste di serie
1. Vladimir Khibara /  Denis Glazov (ultimo turno)

1. Anton Ivanov /  Dmitri Mazur (Qualificati)

## Qualificati
1. Anton Ivanov  /   Dmitri Mazur

## Tabellone

### Legenda
| - Q = Qualificato - WC = Wild card - LL = Lucky loser | - ALT = Alternate - SE = Special Exempt - PR = Protected Ranking | - w/o = Walkover - r = Ritirato - d = Squalificato |

|  | Primo turno | Primo turno                            | Primo turno                          | Primo turno | Primo turno |  |  | Ultimo turno | Ultimo turno                  | Ultimo turno | Ultimo turno | Ultimo turno |  |
|  |             |                                        |                                      |             |             |  |  |              |                               |              |              |              |  |
|  | 1           | Vladimir Khibara Denis Glazov          | Vladimir Khibara Denis Glazov        | 6           | 7           |  |  |              |                               |              |              |              |  |
|  |             | Vladimir Bistryavichus Andrey Pavlov   | Vladimir Bistryavichus Andrey Pavlov | 4           | 5           |  |  | 1            | Vladimir Khibara Denis Glazov | 7            | 4            | 5            |  |
|  | 2           | Anton Ivanov Dmitri Mazur              | 3                                    | 6           | 6           |  |  | 2            | Anton Ivanov Dmitri Mazur     | 6            | 6            | 7            |  |
|  |             | Ulugbek Musaev Ganisher Rachmatullaeve | 6                                    | 3           | 0           |  |  |              |                               |              |              |              |  |